# Bertha Rosa Limpo
Bertha Rosa Limpo (Quelimane (Moçambique), 1894 — 1981) foi uma cantora lírica, escritora e empresária portuguesa. Destacou-se pela publicação do livro de culinária, "O Livro de Pantagruel" (Editorial O Século, 1945), um clássico que, em 2012, alcançou a marca de setenta e cinco edições.
Casou na igreja de S. Mamede, em Lisboa, a 29 de maio de 1909, com Salvador Manuel Brum do Canto (natural de Lisboa, Santa Isabel, 9 de junho de 1885, e batizado na freguesia de Tenões, Braga, 8 de dezembro de 1885 - Lisboa, 3 de Novembro de 1918). Do casamento nasceu um filho, Jorge Brum do Canto.
Foi proprietária da fábrica portuguesa de cosméticos Thaber, um anagrama de seu primeiro nome, Bertha. A empresa possuía ainda um salão de beleza, instalado no mesmo local da sede, a Av. António Serpa, n.º 22, no Campo Pequeno, em Lisboa.